# Crotalus muertensis
La cascabel de la isla El Muerto (Crotalus muertensis) es una especie de serpiente de la familia Viperidae. El nombre de la especie es en alusión a la isla El Muerto (México) donde esta especie habita.

## Clasificación y descripción
En la isla El Muerto, ubicada en el Golfo de California, habita la serpiente de cascabel Crotalus muertensis, la cual es endémica. Fue descrita originalmente como Crotalus mitchelli muertensis, con base a su escamación, patrón de coloración y talla corta, la cual varía en hembras grávidas de 431 a 533 mm de longitud hocico-cloaca (LHC) contrastando con las tallas de hembras grávidas de C. mitchelli peninsulares de un mínimo de 674 mm. Una vez que un mayor número de individuos de C. mitchelli fueron revisados, se notó que solo la talla corta es un carácter distintivo de la raza de la isla El Muerto, por lo que esta característica era suficiente para otorgarle el estatus de especie.
La LHC de C. muertensis alcanza los 610 mm, mientras que la longitud cola-cloaca (LCC) es de 5,7 a 7,3 % de la LHC de machos adultos, y 4,2 a 5,8 % en hembras adultas. Su coloración dorsal es grisácea, las barras postoculares son indistintas o ausentes, el patrón dorsal está compuesto por 32 a 39 bandas; las bandas son rojizas en los juveniles, posee de 2 a 6 anillos caudales de color negro y blanco. El vientre es de color crema, más oscuro hacia la parte posterior y moteado lateralmente.

## Distribución
Endémica a isla El Muerto, Golfo de California, México.

## Ecología
El patrón de actividad de Crotalus muertensis es diurno y nocturno de marzo hasta mayo, pero se vuelve nocturna y crepuscular durante el verano. Durante junio las cascabeles duermen durante la mañana, enroscadas en rocas, y se retraen hacia la sombra después de exponerse a la luz solar. Se han encontrado muchos especímenes durante las mañanas y tardes de abril, junio y julio, con porciones de sus cuerpos expuestos al sol. Animales activos solo fueron observados después de oscurecer. Durante estos meses las víboras de cascabel fueron comunes en todos los hábitats. Durante la primavera individuos son a menudo vistos cazando lagartijas durante el día. Durante el verano las serpientes forrajean en las noches a lo largo de las laderas de los cerros y en la zona intermareal. C. muertensis es capaz de subir verticalmente por las paredes rocosas; es muy precavida y a menudo suena el cascabel cuando una persona se le aproxima.
Su dieta está compuesta por las lagartijas Uta lowei y Petrosaurus mearnsi , además de un ratón del género Peromyscus. Los polluelos de gaviota Larus livens y la lagartija nocturna Phyllodactylus xanti, son posibles presas, ya que son abundantes en la isla. Con relación a la reproducción se sugiere que se presenta durante la primavera, debido a que encontraron hembras grávidas durante mayo y neonatos a finales de julio y agosto.

## Estado de conservación
Se encuentra catalogada como menor preocupación (LC) en la IUCN.